# Virtudes cristianas
El término virtud deriva del vocablo latino vir, varón, el cual a su vez viene de vis, fuerza. De manera que la virtud, en un sentido etimológico, sería la fuerza propia del hombre. Y desde este significado físico el término fue adquiriendo una significación analógica más espiritual y finalmente moral.
La virtud es:
Una disposición permanente que inclina, de un modo fuerte y firme, a una potencia para actuar conforme a la recta razón. Por eso constituye una cierta perfección o complemento de la potencia.
“El nombre de virtud denota una cierta perfección de la potencia. Ahora bien, la perfección de cada ser se considera principalmente por orden a su fin. Pero el fin de la potencia es el acto. Por consiguiente, se dice que una potencia es perfecta cuando está determinada a su acto”.
La teología cristiana, a partir del estudio de las escrituras, en comparación a las virtudes filosóficas, ha determinado los conceptos de:
Las virtudes teologales:
- Fe
- Esperanza
- Caridad

Las virtudes cardinales:
- Prudencia
- Fortaleza
- Justicia
- Templanza

Las virtudes capitales son las virtudes que se oponen a los pecados capitales:
- Humildad, contra la Soberbia
- Generosidad contra la avaricia
- Castidad contra la lujuria
- Paciencia contra la ira
- Templanza contra la gula
- Gratitud contra la envidia
- Diligencia contra la pereza

Entre muchas otras que se pueden extraer o inferir de las escrituras cristianas.

## Conforme a la Biblia
Podemos encontrar en Proverbios 31:10 un elogio a la mujer virtuosa:

Mujer virtuosa, ¿quién la hallará?
  Porque su estima sobrepasa largamente a la de las piedras preciosas.
Proverbios 31:10

Si nos ponemos a analizar la primera línea, hace la pregunta ¿quien la hallará?, denotando lo difícil que es encontrar a una mujer virtuosa.
La siguiente línea nos permite ver el grande valor que la mujer virtuosa tiene al mencionar:  su estima sobrepasa largamente a la de las piedras preciosas.
Asimismo enumera las diferentes características que denotan a la mujer virtuosa. Pero todas estas también aplican para el hombre virtuoso
En Gálatas 5:22 y 23 se habla de las obras del Espíritu que pueden entenderse como virtudes:

Mas el fruto del Espíritu es amor, gozo, paz, paciencia, benignidad, bondad, fe, 

1. 

     mansedumbre, templanza; contra tales cosas no hay ley.
Gálatas 5:22;5:23

Pero en general la Biblia es en sí un libro de moral y por lo cual todo su contenido está orientado a formar la virtud del hombre e instruirle a este acerca de las virtudes de Dios, de tal manera que todas las leyes, alegorías, situaciones históricas y enseñanzas apuntan a la formación virtuosa del hombre con respecto a lo que se pretende presentar como las virtudes propias de Dios.
- Datos: Q9094461